# Evelyn Pierce
Evelyn Pierce (Del Rio, Texas, 5 de febrer de 1908 - Oyster Bay, Estat de Nova York, 9 d'agost de 1960) va ser una actriu cinematogràfica estatunidenca de l'època del cinema mut i de principis dels anys trenta.

## Biografia
Nascuda en Texas, es va traslladar a Hollywood per a treballar com ballarina professional, sent descoberta per caça-talents que la van estimular per a fer una carrera com a actriu a mitjans els anys vint. El seu primer paper, sense aparèixer en els crèdits, va ser en la pel·lícula de 1925 Excuse Me. El seu primer paper amb crèdits ho va fer eixe mateix any en Don't, al costat de Sally O'Neil. Va ser, a més, una de les tretze xiques seleccionades com "WAMPAS Baby Stars" en 1925, llista que incloïa a l'actriu June Marlowe. Després d'això va signar un petit contracte amb la Metro-Goldwyn-Mayer (MGM), que va durar fins a 1931.
Entre 1927 i 1931 Pierce va treballar en set pel·lícules, dues d'elles sense aparèixer en els crèdits. Seguí actuant fins a 1935, després d'haver finalitzat el seu contracte amb la MGM, però de les sis pel·lícules en les quals va treballar en eixe període, solament va aparèixer en els crèdits d'una.
Es va casar amb l'actor Robert (Tex) Allen, i encara que el seu marit va seguir treballant fins als anys vuitanta, Pierce va abandonar la interpretació. Van tenir una filla, Katherine Meyer, i un fill, Ted Baehr, que és un conegut crític, així com president de "The Christian Film and Television Commission" i editor de Movieguide. Allen i Pierce es van domiciliar a Oyster Bay, on residien en el moment de la seua mort en 1960.

## Filmografia parcial
- The Ten Commandments (1923)
- Excuse Me (1925)
- Don't (1925)
- Tenderloin (1928)
- The Million Dollar Collar (1929)
- Once a Gentleman (1930)
- Pistolers d'aigua dolça (1931
- An American Tragedy (1931)
- Broadway Bill (1934)
- Carnival (1935)
- Death Flies East (1935)
- Men of the Hour (1935)
- Love Me Forever (1935)
- The Girl Friend (1935)
- Rex the Wonder Dog (1952)